# Explorer 26
Explorer 26 – satelita naukowy amerykańskiej agencji kosmicznej NASA. Czwarty statek typu S-3 serii Energetic Particle Explorer. Badał pasy Van Allena, promieniowanie kosmiczne, magnetosferę i promieniowanie wytworzone w czasie atmosferycznych i pozaatmosferycznych wybuchów jądrowych.
Statek był stabilizowany obrotowo i zasilany z baterii słonecznych. Początkowa prędkość obrotowa wynosiła 33 obr./min, z osią skierowaną w punkt o współrzędnych niebieskich: rektascensja 272,8° i deklinacja 21,5°. Z czasem prędkość obrotowa zmalała do 2 obr./min (2 września 1965). Później zmalała ona do 1 obr./min.
Telemetria wykorzystywała 16 multipleksowanych kanałów z dzielonym czasem i kodowanych PFM/PM. Czas próbkowania 16 kanałów (jedna ramka) wynosił 0,29 sekundy. Połowa kanałów służyła do przekazywania ośmiopoziomowej informacji cyfrowej. Pozostałe przekazywały dane analogowo. Podczas przetwarzania danych na Ziemi, były one digitalizowane z dokładnością 1/800 całej skali. Jeden z kanałów, w cyklu 16 ramek, przekazywał dane o temperaturze statku, napięciach, prądach zasilania itp. Tempo obrotu satelity, fazę i kąt między osią obrotu a kierunkiem Słońca mierzył cyfrowy czujnik położenia Słońca, z błędem kwantyzacji 0,036 s (dla kąta było to 3°). 
Statek funkcjonował poprawnie, prócz krótkich zaników napięcia, do 26 maja 1967, gdy doszło do awarii układu telemetrii. 

## Ładunek
- Detektor na ciało stałe elektronów i protonów

Czujnikami było 6 krzemowych złącz p-n. Mierzyły one widma energetyczne elektronów i protonów z pasów radiacyjnych. Detektory dookólne E1, E2 i E3 były czułe na elektrony o energiach, odpowiednio, >1 MeV, >3,5 MeV, >2,5 MeV, a protony o energiach, odpowiednio, >10 MeV, > 27 MeV, > 21 MeV. Detektory kierunkowe E4, E5, E6 były czułe na elektrony o energiach, odpowiednio >0,3 MeV, >0,45 MeV, >1,7 MeV, i na protony o energiach, odpowiednio, >1,5 MeV, >5,0 MeV, >16 MeV. Odróżnienie elektronów od protonów nie zawsze było możliwe. Dane dookólne były akumulowane i przesyłane co 1,43 s. Dane z detektorów kierunkowych akumulowano przez 0,145 s, a przesyłano co 0,29 s.
- Eksperyment degradacji ogniw słonecznych
- Detektor scyntylacyjny protonów i elektronów (masa 2,3 kg; zużycie energii 0,5 W, szybkość przesyłania danych 0,04 bps)

Mierzył kierunkowy przepływ i widma niskoenergetycznych protonów i elektronów uwięzionych w ziemskim polu magnetycznym. Elementem detekcyjnym było 5 mg sproszkowanego fosforu w osłonie z aluminium o grubości 100 nm. Dodatkowe absorbery zamontowano na 16 pozycyjnym obrotowym kole. Apertura instrumentu była ustawiona pod kątem 45° od osi obrotu statku. Dla każdego ustawienia koła z absorberami wykonywano 16 odczytów, tak więc każdy zestaw danych składał się z 256 ramek (jeden obrót koła trwał 80 sekund). Górny kraniec zakresu energii rejestrowanych protonów wynosił 10 MeV, a poszczególne dolne krańce to: 97, 125, 168, 295, 495, 970 i 1700 keV. Dolne krańce zakresów energii rejestrowanych elektronów: 17, 33, i 75 keV. Górny kraniec wynosił 100 keV.
- Magnetometr transduktorowy (fluxgate)

Celem eksperymentu było zmierzenie wektora ziemskiego pola magnetycznego. Przyrządem był dwuosiowy magnetometr transduktorowy zamontowany na wysięgniku. Każda oś miała zakres ± 2000 nT i dokładność 5 nT. Częstotliwość próbkowania wynosiła 3,13 Hz. Z powodu niestabilnej prędkości obrotowej statku po 30 czerwca 1965, otrzymane po tej dacie dane miały nikłą wartość naukową.
- Kierunkowy i dookólny pomiar protonów i elektronów

Składał się z dwóch detektorów z plastycznym scyntylatorem. Każdy podłączony był do osobnego, dwupoziomowego dyskryminatora impulsowo-amplitudowego. Jeden czujnik skierowany był prostopadle do osi obrotu statku i miał aperturę 16°. Zliczenia z dwóch poziomów dyskryminatora informowały o kierunkowym poziomie elektronów (E > 0,5 MeV) i protonów (E > 5,2 MeV). Drugi detektor był czujnikiem dookólnym i oddzielnie mierzył ilość protonów (40-110 MeV) i elektronów (>4 MeV). Dane z przyrządu napływały do połowy 1966. Potem, przerywanie.